# جغدک خال‌مروارید
جغدک خال‌مروارید (نام علمی: Glaucidium perlatum) یک پرنده شکاری کوچک است که در جنوب صحرای آفریقا یافت می‌شود. آنها وابسته به خانواده جغدان راستین هستند که در غیر این صورت به عنوان جغدان راستین یا جغدهای اصلی شناخته می‌شوند که بیشتر گونه‌های جغدها را شامل می‌شود. به عنوان بخشی از سردۀ Glaucidium یا جغدهای کوتوله به دلیل اندازه کوچکشان معمولاً به آنها "جغدک" می‌گویند. جغدک‌های خال‌مروارید به رنگ قهوه‌ای مایل با خال‌های سفید زیاد هستند و دو «چشم کاذب» مشکی مشخص در پشت سرشان وجود دارد. آنها غالباً با جغدک نواری آفریقایی اشتباه گرفته می‌شوند.